# Sučany
Sučany (allemand : Sutschau, hongrois : Szucsány) est un village de Slovaquie situé dans la région de Žilina.

## Histoire
La première mention écrite du village date de 1258.

## Démographie

### Évolution de la population
| Année:               | 1994. | 2004.   | 2014.   | 2024.   |
| -------------------- | ----- | ------- | ------- | ------- |
| Nombre de personnes: | 4412  | 4644    | 4661    | 4749    |
| Différence:          |       | +5,25 % | +0,36 % | +1,88 % |

| Année:               | 2023. | 2024.   |
| -------------------- | ----- | ------- |
| Nombre de personnes: | 4801  | 4749    |
| Différence:          |       | -1,08 % |